# José Mediavilla Sánchez
José Mediavilla Sánchez (Cartagena, 1885 - ibidem, 24 de septiembre de 1936) fue un escritor y político español. Habiendo ocupado el cargo de primer teniente de alcalde de Cartagena durante la dictadura de Primo de Rivera, fue asesinado por el bando republicano al comienzo de la guerra civil, en el curso de una saca de presos.

## Biografía

### Dictadura de Primo de Rivera
La entrada de José Mediavilla en la escena política se produjo de la mano de Alfonso Torres López, quien había sido nombrado alcalde de Cartagena en septiembre de 1923 por la recién instaurada dictadura primorriverista. Torres dispuso que ocupase los puestos de teniente de alcalde y concejal de Educación, y desde entonces se convirtió en el más íntimo de sus colaboradores, haciendo cumplir sus instrucciones en la delegación cartagenera de la Unión Patriótica en concierto con la junta de asesores del pretendido partido único del régimen y supliendo a su benefactor cuando éste debía ausentarse de la ciudad.

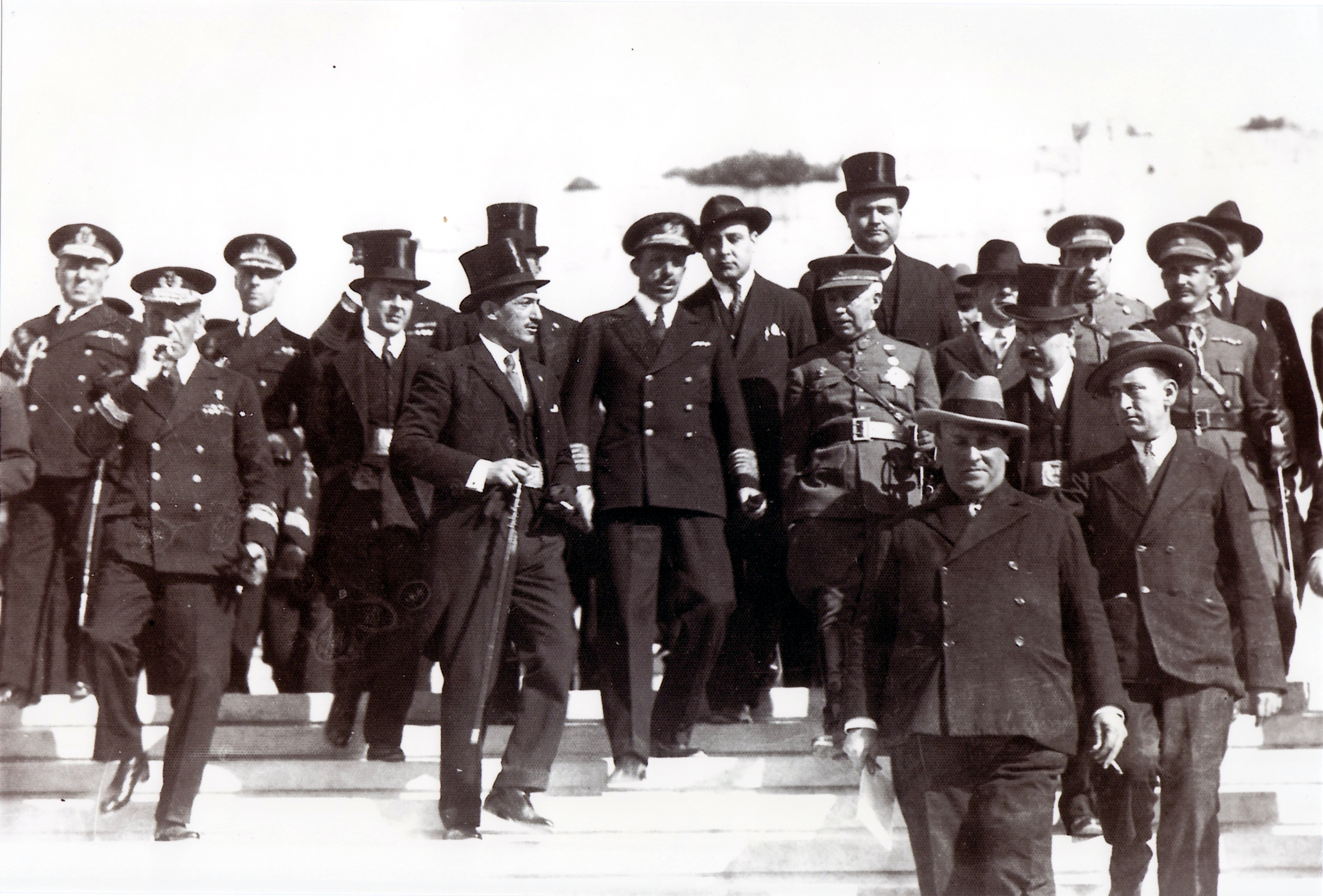
Autoridades durante la inauguración del monumento a los Héroes de Cavite, en 1923. Centran la imagen el rey Alfonso XIII y el alcalde Torres, mientras Mediavilla comparece en el lateral derecho de la fotografía.

El impulso dado por la nueva administración municipal a la educación pública se tradujo en la inauguración de un considerable número de centros escolares, a cuyas inauguraciones acudía invariablemente Mediavilla en representación del Ayuntamiento. La continuada proyección de su imagen en aquella circunstancia le valió ser apelado por sus compañeros de partido como el «nuevo Pelayo de la Covadonga de la enseñanza», en alusión al sobrenombre de «Covadonga de la enseñanza» que en 1900 acuñase para Cartagena el intelectual Joaquín Costa, a cuenta de la colocación de la primera piedra de las Escuelas Graduadas de la calle Gisbert.
La atención a los problemas seculares de Cartagena sirvió de estímulo a la producción literaria de Mediavilla, que en 1924 publicó junto a Manuel Martínez de Azcoitia y Federico Casal Martínez un inventario de los bienes del Ayuntamiento y, tres años después, redactaba en solitario un documento abordando el contexto histórico de las campañas de reclamación de abastecimiento hídrico para el Campo de Cartagena que el consistorio estaba entonces emprendiendo ante el Directorio civil de Primo de Rivera. La cruzada contra la inmoralidad, sancionada por las autoridades gubernamentales, brindó al teniente de alcalde la ocasión de pronunciar conferencias de carácter histórico-religioso, como la que en 1928 tuvo por título «Cartagena cristiana», y que más tarde se materializaría en un libro.

### Vida posterior y muerte
Para cuando el derrumbe del régimen primorriverista arrastró consigo la alcaldía de Alfonso Torres en 1930, el ejercicio de cargos edilicios había reportado a José Mediavilla multitud de distinciones por parte de la ciudadanía cartagenera, así como un verdadero ascendiente social: el Ministerio de Marina le otorgó la Gran Cruz de la Orden del Mérito Naval con distintivo blanco, las dos cofradías de la Semana Santa local –california y marraja– le contaban entre sus miembros, el Cartagena Fútbol Club le había concedido su presidencia honorífica junto a Torres, figuraba como socio de la Cámara Oficial Minera y había sido designado representante del consulado de Finlandia. Paralelamente se casó además con María de las Mercedes Aznar Barrantes, hija del almirante y político Juan Bautista Aznar-Cabañas.
Alejado del gobierno municipal durante la Segunda República, no fue sin embargo ajeno a la tensión política que rodeó los meses previos e inmediatamente posteriores a las elecciones generales de febrero de 1936. Entre el 18 y el 20 de abril de ese año fue encarcelado a raíz de las detenciones practicadas a consecuencia de los disturbios que tuvieron lugar el día 9 en la calle Mayor. Estallada la guerra civil en julio de 1936, Mediavilla se ocupaba como jefe de la sección de minas y vicecónsul de Bélgica en Cartagena cuando fue arrestado por las milicias republicanas que habían asumido el control de la ciudad. El exconcejal fue conducido primero a la sede del Partido Comunista en la Casa Maestre y luego a la cárcel de San Antón, mientras el Frente Popular cartagenero recibía el 22 de septiembre un telegrama desde Madrid advirtiendo que su vida debía ser respetada por razón de su condición de agente consular de Bélgica. No obstante, la orden directa no impidió que dos días después José Mediavilla fuera extraído de la prisión donde estaba recluido y fuera asesinado sin juicio previo junto a otros dos presos.

## Obra
- Martínez de Azcoitia, Manuel; Mediavilla, José; Casal, Federico (1924). El libro del patrimonio de Cartagena y catálogo de los bienes de propios del Excmo. Ayuntamiento. Cartagena.
- Las aguas de la región murciana, en relación con los antecedentes históricos de los abastecimientos de la ciudad y campos de Cartagena, base naval y puerto, y otros aprovechamientos de las mismas. Tres volúmenes y un apéndice. Cartagena: Imprenta y Encuadernación Casa Garnero. 1927.
- Lecturas históricas de Cartagena para niños. Cartagena: Imprenta y Encuadernación Casa Garnero. 1929.
- Cartagena cristiana. Cartagena: Imprenta y Encuadernación Casa Garnero. 1930.
- Don Baltasar Hidalgo de Cisneros: último virrey de las provincias del Río de la Plata. Cartagena: Imprenta y Encuadernación Casa Garnero. 1930.